# Manuel Balbi
 (mars 2019).
Si vous disposez d'ouvrages ou d'articles de référence ou si vous connaissez des sites web de qualité traitant du thème abordé ici, merci de compléter l'article en donnant les références utiles à sa vérifiabilité et en les liant à la section « Notes et références ».
Manuel Rojas Balbi, appelé Manuel Balbi, né le 13 mars 1978 à Guadalajara, Jalisco, est un acteur de télévision mexicaine, du cinéma et du théâtre.

## Biographie
Manuel Balbi naît le 13 mars 1978 à Guadalajara.
Il commence ses études d'acteur dans la ville de San Luis Potosí à l'âge de 16 ans dans un atelier acrobatique et comme accessoiriste dans un atelier de théâtre de l'Institut mexicain de sécurité sociale (IMSS) dans la capitale Potosí.
En 1996, à l'âge de 18 ans, il s'installe à Mexico, après avoir été accepté dans l'école de théâtre de l'entreprise de télécommunications Televisa, le Centro de Educación Artística (CEA). Pendant trois ans, il étudie le théâtre, prenant des cours de théâtre, de télévision, d'analyse de films et de textes, d'histoire du théâtre, de psychologie, de styles de danse, de jazz, de classique, de langage corporel, de vocalisation et de voix corporelles. Des acteurs reconnus, tels que Rosa María Bianchi (en), Salvador Sánchez et Flora Dantus, entre autres, sont ses professeurs. D'autres études menées par Manuel Balbi comprennent des ateliers à Casazul, Argos Comunicación, enseignés par Teresina Bueno, Clarisa Maleiros et Margie Bermejo. En 2002, il étudie les techniques cinématographiques avec l'acteur Luis Felipe Tovar à l'Académie El Set.
Il s'est aventuré dans tous les genres et tous les personnages.

## Filmographie

### Cinéma
- 2014 : Casi Treinta : Emilio[3].
- 2012 : Chiapas, le cœur de la café : Eduardo
- 2010 : Le jour et la nuit : Urbano Libra
- 2010 : Seres: Génesis : Graco
- 2002 : Sangre Joven : Arkanes

### Telenovela
- 2004 : Gitanas : Mirko
- 2005 : La tormenta : Jesús Niño Camacho Segura
- 2005 : Décisions
- 2005 : Professeur de Química : Nicolás
- 2005 : La hija del pecado : Ángel
- 2006 : La viuda de Blanco : Megateo Díaz[4].
- 2008 : Deseo prohibido : Juan Antonio Zedeño
- 2009 : Vuélveme un interrogateur : Rafael Mejía
- 2010 : Las Aparicio : Mauro
- 2011 : Morir et martes 2 : Santiago Vázquez
- 2012 : Rose diamante : Gabriel Robles[4].
- 2013 : La patrona : Fernando Beltrán Guerra
- 2013 : Fortuna : Jerónimo Durán[5]
- 2014 : El Mariachi : Víctor Cruz
- 2014-2017 : El señor de los cielos : Rodrigo Rivero Lanz[4],[6],[7].
- 2017 : Guerra de ídolos : David
- 2018 José José : Nacho
- 2018 Por amar sin ley : Leonardo Morán[8],[9],[10].
- 2018 Falsa identidad : Elíseo Hidalgo Virrueta[11].
- 2019 Por amar sin ley 2 : Leonardo Morán
- 2019 El dragón : Héctor Bernal[12],[11].

### Théâtre
- 2008-2009 : Hamelin : Pablo Rivas
- 2010 : Laque : Comédie musicale : Lien Larkin
- 2012 : J'aime Roméo et Juliette : Paris
- 2012 : 12 Princesas et Pugna : Pizzero y enfermero
- 2012-2013 : La Caja : Lorenzo
- 2014-2015 : El Loco et la Camisa : Mariano
- 2016 : Maldito Amor : Joac
- 2016 : Somos eternos : Li
- 2016-2017 : Limítrofe : Ortorexico, ami Oliver
- 2014-2015 : Doblada al español : Chris
- 2015 : La visita : Fils
- 2017 : Primero Dios : Jesús

## Crédit d'auteurs
- (es) Cet article est partiellement ou en totalité issu de l’article de Wikipédia en espagnol intitulé « Manuel Balbi » (voir la liste des auteurs).